# Антиинтеллектуализм
Антиинтеллектуализм — отрицание возможности познания при помощи разума, связанное с приматом нерационального познания и восприятия мира (иррационализм и фидеизм).
В бытовом смысле — враждебность и недоверие к интеллектуалам и интеллектуальной работе. Может выражаться в различных формах, таких как нападки на науку, литературу или систему образования. Возник как реакция на научно-техническую революцию. Связан с недоверием масс к образованию, не носящему практического характера.
Американский публицист Герберт Аптекер писал: «В империалистическом обществе, находящемся в стадии прогрессирующего маразма, — а США уже поражены им — страх правителей перед человечностью всё более усиливается. Они страшатся чувства социального долга, коллективизма, любви, сострадания, мужества, солидарности, недовольства существующим порядком. Но главный их враг — человеческий разум». То же самое[уточнить] отмечает и физик Р. Хофштадтер, назвавший свою книгу «Антиинтеллектуализм в американской жизни».

## Антиинтеллектуализм в философии
Представители антиинтеллектуалистского направления русской философии (Л. И. Шестов, С. Н. Булгаков, П. А. Флоренский) были намерены культивировать такую религиозность, в которой чувства преобладали бы над рассудочным началом. Антиинтеллектуалисты стремились замкнуть религиозную жизнь в рамки эмоциональной сферы, сделать её недоступной критике с позиций логического мышления. Одна из ведущих тем в работах философов-антиинтеллектуалистов — это тема ограниченности, ущербности разума, его неспособности отразить многообразие бытия, сокровенную часть человеческой жизни.
Немалый вклад в становление такого направления мысли внесли труды Фрейда, основоположника такого направления как психоанализ. Его исследования, выявившие три составляющие человеческого сознания (Супер-эго, Эго и Ид), подтвердили, что человеческий разум, интеллект, сильно зависимы от различных неподконтрольных собственно человеку факторов, а также, что зачастую человек является ведомым собственными подавленными устремлениями. Это открытие заставило общество ещё больше усомниться в верховенстве разума и усилило антиинтеллектуалистские настроения на заре XX века. Помимо Фрейда, позиции антиинтеллектуалистов были подкреплены и исследованиями физиолога Павлова, а именно, его экспериментами, связанными с рефлексами. Всё это ещё раз подтвердило для представителей данного течения тот факт, что рациональное мышление занимает в нашей жизни гораздо меньше места, чем принято думать.
На сугубо философском поприще ощутимый вклад был внесён немецким философом Фридрихом Ницше. Одним из его важнейших для антиинтеллектуалистов заключением стало то, что люди могут совершать общественно полезные действия, приносящие благо, при этом будучи ведомыми ложными убеждениями.